# Macrobianos
En mitología, los macrobianos (en griego antiguo: μακροβίοι: «los de larga vida») eran un pueblo legendario caracterizado por gran longevidad, evocado por autores griegos y romanos. Según los distintos autores, este pueblo estuvo situado en varios lugares del mundo: Etiopía, India, costa occidental de África, pero siempre en los límites del mundo conocido.
Según la fábula, los macrobianos vivían mil años en perenne juventud.

## Macrobianos de Etiopía
Varios autores elucubraron que los macrobianos radicaban en África. Heródoto, en el libro III de su Historia, narra acerca de un pueblo de etíopes longevos que habitaban en la costa del sur de Libia, en la extremidad meridional de la ecúmene (el mundo conocido). Según su relato, el emperador persa Cambises II, tras su conquista de Egipto, envió embajadores a Macrobia en el año 525 a. C. llevando lujosos regalos para atraer su sumisión.
Su longevidad se debía a una fuente cuya agua tenía una densidad tan baja que nada podía flotar en ella, y exhalaba olor a violetas: proporcionaba a la piel un tacto untuoso como el de una unción con aceite. Por otra parte, en el país de los macrobianos etíopes, el cobre era un metal muy raro, más preciado que el oro, por lo cual las cadenas de los prisioneros estaban hechas de este metal precioso.
En esta región se encontraba el lugar denominado Mesa del Sol, un santuario donde diariamente los servidores depositaban comida para todo aquel que necesitara alimentarse. Los etíopes disponían de una técnica de embalsamamiento que consistía en embalsamar el cuerpo después de haberle aplicado una capa de yeso, que se pintaba completamente con la imagen del difunto, antes de colocarlo en posición vertical en un féretro de una piedra transparente local fácilmente modelable. Los sarcófagos transparentes así obtenidos, que tienen las propiedades de preservar los cuerpos y de impedir la emisión de malos olores, se conservan un año en casa, donde les ofrecen sacrificios. Luego los sarcófagos se desechan en las inmediaciones de la población.
Pomponio Mela  y Plinio el Viejo, en su Naturalis Historia, consideran etíopes a los macrobianos.